# Alphabetische Liste der Asteroiden/H
| Alphabetische Liste der Asteroiden – H |                          |
| Nummer und Name                        | Gruppe / Typ             |
| (4066) Haapavesi                       | Hauptgürtel              |
| (3853) Haas                            | Hauptgürtel              |
| (23804) Haber                          | Hauptgürtel              |
| (59390) Habermas                       | Hauptgürtel              |
| (207666) Habibula                      | Hauptgürtel              |
| (5037) Habing                          | Hauptgürtel              |
| (85199) Habsburg                       | Hauptgürtel              |
| (32614) Hacegarcia                     | Hauptgürtel              |
| (10540) Hachigoroh                     | Hauptgürtel              |
| (11108) Hachimantai                    | Hauptgürtel              |
| (6200) Hachinohe                       | Hauptgürtel              |
| (6612) Hachioji                        | Hauptgürtel              |
| (34399) Hachiojihigashi                | Hauptgürtel              |
| (8558) Hack                            | Hauptgürtel              |
| (10382) Hadamard                       | Hauptgürtel              |
| (39799) Hadano                         | Hauptgürtel              |
| (14143) Hadfield                       | Hauptgürtel              |
| (24051) Hadinger                       | Hauptgürtel              |
| (7446) Hadrianus                       | Hauptgürtel              |
| (2151) Hadwiger                        | Hauptgürtel              |
| (193158) Haechan                       | Hauptgürtel              |
| (12323) Haeckel                        | Hauptgürtel              |
| (13064) Haemhouts                      | Hauptgürtel              |
| (12610) Hãfez                          | Hauptgürtel              |
| (1894) Haffner                         | Hauptgürtel              |
| (199838) Hafili                        | Hauptgürtel              |
| (30188) Hafsasaeed                     | Hauptgürtel              |
| (682) Hagar                            | Hauptgürtel              |
| (92300) Hagelin                        | Hauptgürtel              |
| (7279) Hagfors                         | Hauptgürtel              |
| (11127) Hagi                           | Hauptgürtel              |
| (1971) Hagihara                        | Hauptgürtel              |
| (12802) Hagino                         | Hauptgürtel              |
| (8929) Haginoshinji                    | Hauptgürtel              |
| (55838) Hagongda                       | Hauptgürtel              |
| (3676) Hahn                            | Hauptgürtel              |
| (368) Haidea                           | Hauptgürtel              |
| (22413) Haifu                          | Hauptgürtel              |
| (17746) Haigha                         | Hauptgürtel              |
| (135268) Haigneré                      | Hauptgürtel              |
| (12477) Haiku                          | Hauptgürtel              |
| (3024) Hainan                          | Hauptgürtel              |
| (26879) Haines                         | Marsbahnkreuzer          |
| (160215) Haines-Stiles                 | Hauptgürtel              |
| (69869) Haining                        | Hauptgürtel              |
| (7316) Hajdú                           | Hauptgürtel              |
| (9822) Hajduková                       | Hauptgürtel              |
| (1995) Hajek                           | Hauptgürtel              |
| (33390) Hajlasz                        | Hauptgürtel              |
| (164268) Hajmási                       | Hauptgürtel              |
| (151242) Hajós                         | Hauptgürtel              |
| (247652) Hajossy                       | Hauptgürtel              |
| (21403) Haken                          | Hauptgürtel              |
| (10400) Hakkaisan                      | Hauptgürtel              |
| (11107) Hakkoda                        | Hauptgürtel              |
| (18469) Hakodate                       | Hauptgürtel              |
| (1483) Hakoila                         | Hauptgürtel              |
| (1098) Hakone                          | Hauptgürtel              |
| (82346) Hakos                          | Hauptgürtel              |
| (4812) Hakuhou                         | Hauptgürtel              |
| (29337) Hakurojo                       | Hauptgürtel              |
| (46689) Hakuryuko                      | Hauptgürtel              |
| (9000) Hal                             | Hauptgürtel              |
| (5028) Halaesus                        | Jupiter-Trojaner         |
| (238710) Halassy                       | Hauptgürtel              |
| (518) Halawe                           | Hauptgürtel              |
| (30372) Halback                        | Hauptgürtel              |
| (7368) Haldancohn                      | Hauptgürtel              |
| (36061) Haldane                        | Hauptgürtel              |
| (1024) Hale                            | Hauptgürtel              |
| (171183) Haleakala                     | Hauptgürtel              |
| (23331) Halimzeidan                    | Hauptgürtel              |
| (12974) Halitherses                    | Jupiter-Trojaner         |
| (3299) Hall                            | Hauptgürtel              |
| (32608) Hallas                         | Hauptgürtel              |
| (1308) Halleria                        | Hauptgürtel              |
| (15071) Hallerstein                    | Hauptgürtel              |
| (2688) Halley                          | Hauptgürtel              |
| (3944) Halliday                        | Hauptgürtel              |
| (32006) Hallisey                       | Hauptgürtel              |
| (2640) Hällström                       | Hauptgürtel              |
| (343444) Halluzinelle                  | Hauptgürtel              |
| (29208) Halorentz                      | Hauptgürtel              |
| (20274) Halperin                       | Hauptgürtel              |
| (15146) Halpov                         | Hauptgürtel              |
| (15904) Halstead                       | Hauptgürtel              |
| (1460) Haltia                          | Hauptgürtel              |
| (24059) Halverson                      | Hauptgürtel              |
| (5720) Halweaver                       | Marsbahnkreuzer          |
| (7486) Hamabe                          | Hauptgürtel              |
| (21966) Hamadori                       | Marsbahnkreuzer          |
| (9053) Hamamelis                       | Hauptgürtel              |
| (15736) Hamanasu                       | Hauptgürtel              |
| (29373) Hamanowa                       | Hauptgürtel              |
| (5468) Hamatonbetsu                    | Hauptgürtel              |
| (120460) Hambach                       | Hauptgürtel              |
| (449) Hamburga                         | Hauptgürtel              |
| (2535) Hämeenlinna                     | Hauptgürtel              |
| (452) Hamiltonia                       | Hauptgürtel              |
| (2733) Hamina                          | Hauptgürtel              |
| (3530) Hammel                          | Hauptgürtel              |
| (7917) Hammergren                      | Hauptgürtel              |
| (6044) Hammer-Purgstall                | Hauptgürtel              |
| (723) Hammonia                         | Hauptgürtel              |
| (7207) Hammurabi                       | Hauptgürtel              |
| (18961) Hampfreeman                    | Hauptgürtel              |
| (16255) Hampton                        | Hauptgürtel              |
| (9373) Hamra                           | Hauptgürtel              |
| (24156) Hamsasridhar                   | Hauptgürtel              |
| (5838) Hamsun                          | Hauptgürtel              |
| (14226) Hamura                         | Hauptgürtel              |
| (109097) Hamuy                         | Hauptgürtel              |
| (20856) Hamzabari                      | Hauptgürtel              |
| (127196) Hanaceplechová                | Hauptgürtel              |
| (5777) Hanaki                          | Hauptgürtel              |
| (11282) Hanakusa                       | Hauptgürtel              |
| (6418) Hanamigahara                    | Hauptgürtel              |
| (11878) Hanamiyama                     | Hauptgürtel              |
| (75058) Hanau                          | Hauptgürtel              |
| (19307) Hanayama                       | Hauptgürtel              |
| (15387) Hanazukayama                   | Hauptgürtel              |
| (3731) Hancock                         | Hauptgürtel              |
| (2166) Handahl                         | Hauptgürtel              |
| (3826) Handel                          | Hauptgürtel              |
| (2718) Handley                         | Hauptgürtel              |
| (22939) Handlin                        | Hauptgürtel              |
| (24210) Handsberry                     | Hauptgürtel              |
| (23504) Haneda                         | Hauptgürtel              |
| (7902) Hanff                           | Hauptgürtel              |
| (48700) Hanggao                        | Hauptgürtel              |
| (35313) Hangtianyuan                   | Hauptgürtel              |
| (24541) Hangzou                        | Hauptgürtel              |
| (15583) Hanick                         | Hauptgürtel              |
| (4582) Hank                            | Hauptgürtel              |
| (239792) Hankakováčová                 | Hauptgürtel              |
| (2299) Hanko                           | Hauptgürtel              |
| (1668) Hanna                           | Hauptgürtel              |
| (38020) Hannadam                       | Hauptgürtel              |
| (100027) Hannaharendt                  | Hauptgürtel              |
| (28571) Hannahlarson                   | Hauptgürtel              |
| (72993) Hannahlivsey                   | Hauptgürtel              |
| (117614) Hannahmclain                  | Hauptgürtel              |
| (28742) Hannahsteele                   | Hauptgürtel              |
| (21695) Hannahwolf                     | Hauptgürtel              |
| (429031) Hannavonhoerner               | Hauptgürtel              |
| (266051) Hannawieser                   | Hauptgürtel              |
| (4664) Hanner                          | Hauptgürtel              |
| (2152) Hannibal                        | Hauptgürtel              |
| (85119) Hannieschaft                   | Marsbahnkreuzer          |
| (295565) Hannover                      | Hauptgürtel              |
| (250164) Hannsruder                    | Hauptgürtel              |
| (2573) Hannu Olavi                     | Hauptgürtel              |
| (7816) Hanoi                           | Marsbahnkreuzer          |
| (480) Hansa                            | Hauptgürtel              |
| (11245) Hansderijk                     | Hauptgürtel              |
| (4775) Hansen                          | Marsbahnkreuzer          |
| (12134) Hansfriedeman                  | Hauptgürtel              |
| (201308) Hansgrade                     | Hauptgürtel              |
| (95782) Hansgraf                       | Hauptgürtel              |
| (29328) Hanshintigers                  | Hauptgürtel              |
| (5475) Hanskennedy                     | Hauptgürtel              |
| (454419) Hansklausreif                 | Hauptgürtel              |
| (190139) Hansküng                      | Hauptgürtel              |
| (1118) Hanskya                         | Hauptgürtel              |
| (243109) Hansludwig                    | Hauptgürtel              |
| (52308) Hanspeterroser                 | Hauptgürtel              |
| (11019) Hansrott                       | Hauptgürtel              |
| (13177) Hansschmidt                    | Hauptgürtel              |
| (4991) Hansuess                        | Hauptgürtel              |
| (495253) Hanszimmer                    | Hauptgürtel              |
| (2211) Hanuman                         | Hauptgürtel              |
| (27986) Hanuš                          | Hauptgürtel              |
| (10173) Hanzelkazikmund                | Hauptgürtel              |
| (3257) Hanzlík                         | Hauptgürtel              |
| (25683) Haochenhong                    | Hauptgürtel              |
| (154004) Haolei                        | Hauptgürtel              |
| (31904) Haoruochen                     | Hauptgürtel              |
| (28206) Haozhongning                   | Hauptgürtel              |
| (724) Hapag                            | Hauptgürtel              |
| (3549) Hapke                           | Hauptgürtel              |
| (578) Happelia                         | Hauptgürtel              |
| (7345) Happer                          | Marsbahnkreuzer          |
| (27332) Happritchard                   | Hauptgürtel              |
| (4640) Hara                            | Hauptgürtel              |
| (6399) Harada                          | Hauptgürtel              |
| (17933) Haraguchi                      | Hauptgürtel              |
| (196035) Haraldbill                    | Hauptgürtel              |
| (35357) Haraldlesch                    | Hauptgürtel              |
| (7143) Haramura                        | Hauptgürtel              |
| (495287) Harari                        | Hauptgürtel              |
| (2851) Harbin                          | Hauptgürtel              |
| (25374) Harbrucker                     | Hauptgürtel              |
| (9251) Harch                           | Hauptgürtel              |
| (14308) Hardeman                       | Hauptgürtel              |
| (8140) Hardersen                       | Hauptgürtel              |
| (2003) Harding                         | Hauptgürtel              |
| (24062) Hardister                      | Hauptgürtel              |
| (2866) Hardy                           | Hauptgürtel              |
| (20279) Harel                          | Hauptgürtel              |
| (1372) Haremari                        | Hauptgürtel              |
| (192155) Hargittai                     | Hauptgürtel              |
| (11777) Hargrave                       | Hauptgürtel              |
| (10955) Harig                          | Hauptgürtel              |
| (2582) Harimaya-Bashi                  | Hauptgürtel              |
| (24944) Harish-Chandra                 | Hauptgürtel              |
| (33609) Harishpalani                   | Hauptgürtel              |
| (25836) Harishvemuri                   | Hauptgürtel              |
| (7101) Haritina                        | Hauptgürtel              |
| (3842) Harlansmith                     | Hauptgürtel              |
| (22570) Harleyzhang                    | Hauptgürtel              |
| (47002) Harlingten                     | Hauptgürtel              |
| (100292) Harmandir                     | Hauptgürtel              |
| (40) Harmonia                          | Hauptgürtel              |
| (114096) Haroldbier                    | Hauptgürtel              |
| (6761) Haroldconnolly                  | Hauptgürtel              |
| (95980) Haroldhill                     | Hauptgürtel              |
| (44117) Haroldlarson                   | Hauptgürtel              |
| (16254) Harper                         | Hauptgürtel              |
| (11715) Harperclark                    | Hauptgürtel              |
| (19482) Harperlee                      | Hauptgürtel              |
| (1744) Harriet                         | Hauptgürtel              |
| (3216) Harrington                      | Hauptgürtel              |
| (2929) Harris                          | Hauptgürtel              |
| (4149) Harrison                        | Hauptgürtel              |
| (28821) Harryanselmo                   | Hauptgürtel              |
| (5972) Harryatkinson                   | Hauptgürtel              |
| (6907) Harryford                       | Hauptgürtel              |
| (185560) Harrykroto                    | Hauptgürtel              |
| (31588) Harrypaul                      | Hauptgürtel              |
| (293926) Harrystine                    | Hauptgürtel              |
| (26586) Harshaw                        | Hauptgürtel              |
| (1914) Hartbeespoortdam                | Hauptgürtel              |
| (27963) Hartkopf                       | Hauptgürtel              |
| (4768) Hartley                         | Hauptgürtel              |
| (3341) Hartmann                        | Hauptgürtel              |
| (1531) Hartmut                         | Hauptgürtel              |
| (223685) Hartopp                       | Hauptgürtel              |
| (81915) Hartwick                       | Hauptgürtel              |
| (9319) Hartzell                        | Hauptgürtel              |
| (28174) Harue                          | Hauptgürtel              |
| (10582) Harumi                         | Hauptgürtel              |
| (12734) Haruna                         | Hauptgürtel              |
| (18177) Harunaga                       | Hauptgürtel              |
| (6423) Harunasan                       | Hauptgürtel              |
| (24910) Haruoando                      | Hauptgürtel              |
| (5286) Haruomukai                      | Hauptgürtel              |
| (5848) Harutoriko                      | Hauptgürtel              |
| (114023) Harvanek                      | Hauptgürtel              |
| (736) Harvard                          | Hauptgürtel              |
| (4278) Harvey                          | Hauptgürtel              |
| (2853) Harvill                         | Hauptgürtel              |
| (12143) Harwit                         | Hauptgürtel              |
| (7040) Harwood                         | Hauptgürtel              |
| (90328) Haryou                         | Hauptgürtel              |
| (10249) Harz                           | Hauptgürtel              |
| (48631) Hasantufan                     | Hauptgürtel              |
| (9408) Haseakira                       | Hauptgürtel              |
| (7240) Hasebe                          | Hauptgürtel              |
| (8431) Haseda                          | Hauptgürtel              |
| (3227) Hasegawa                        | Hauptgürtel              |
| (32272) Hasegawayuya                   | Hauptgürtel              |
| (2734) Hašek                           | Hauptgürtel              |
| (8301) Haseyuji                        | Hauptgürtel              |
| (145062) Hashikami                     | Hauptgürtel              |
| (11545) Hashimoto                      | Hauptgürtel              |
| (7611) Hashitatsu                      | Hauptgürtel              |
| (18110) HASI                           | Hauptgürtel              |
| (417978) Haslehner                     | Hauptgürtel              |
| (37939) Hašler                         | Hauptgürtel              |
| (210213) Hasler-Gloor                  | Hauptgürtel              |
| (365131) Hassberge                     | Hauptgürtel              |
| (7478) Hasse                           | Hauptgürtel              |
| (13014) Hasslacher                     | Hauptgürtel              |
| (16589) Hastrup                        | Hauptgürtel              |
| (389293) Hasubick                      | Hauptgürtel              |
| (6887) Hasuo                           | Hauptgürtel              |
| (23809) Haswell                        | Hauptgürtel              |
| (18472) Hatada                         | Hauptgürtel              |
| (9114) Hatakeyama                      | Hauptgürtel              |
| (4051) Hatanaka                        | Hauptgürtel              |
| (2340) Hathor                          | Aten-Typ                 |
| (15303) Hatoyamamachi                  | Hauptgürtel              |
| (2436) Hatshepsut                      | Hauptgürtel              |
| (9112) Hatsulars                       | Hauptgürtel              |
| (17759) Hatta                          | Hauptgürtel              |
| (7308) Hattori                         | Hauptgürtel              |
| (18779) Hattyhong                      | Hauptgürtel              |
| (2407) Haug                            | Hauptgürtel              |
| (302652) Hauke                         | Hauptgürtel              |
| (136108) Haumea                        | Transneptunisches Objekt |
| (2870) Haupt                           | Hauptgürtel              |
| (8381) Hauptmann                       | Hauptgürtel              |
| (24947) Hausdorff                      | Hauptgürtel              |
| (14068) Hauserová                      | Hauptgürtel              |
| (16524) Hausmann                       | Hauptgürtel              |
| (7755) Haute-Provence                  | Hauptgürtel              |
| (15705) Hautot                         | Hauptgürtel              |
| (11095) Havana                         | Hauptgürtel              |
| (30126) Haviland                       | Hauptgürtel              |
| (362) Havnia                           | Hauptgürtel              |
| (48575) Hawaii                         | Hauptgürtel              |
| (17945) Hawass                         | Hauptgürtel              |
| (3452) Hawke                           | Hauptgürtel              |
| (7672) Hawking                         | Hauptgürtel              |
| (8710) Hawley                          | Hauptgürtel              |
| (1824) Haworth                         | Hauptgürtel              |
| (3125) Hay                             | Hauptgürtel              |
| (17656) Hayabusa                       | Hauptgürtel              |
| (11129) Hayachine                      | Hauptgürtel              |
| (4773) Hayakawa                        | Hauptgürtel              |
| (6880) Hayamiyu                        | Hauptgürtel              |
| (11324) Hayamizu                       | Hauptgürtel              |
| (4771) Hayashi                         | Hauptgürtel              |
| (22874) Haydeephelps                   | Hauptgürtel              |
| (25462) Haydenmetsky                   | Hauptgürtel              |
| (3941) Haydn                           | Hauptgürtel              |
| (139028) Haynald                       | Hauptgürtel              |
| (8082) Haynes                          | Hauptgürtel              |
| (11718) Hayward                        | Hauptgürtel              |
| (10832) Hazamashigetomi                | Hauptgürtel              |
| (9305) Hazard                          | Hauptgürtel              |
| (3846) Hazel                           | Hauptgürtel              |
| (31863) Hazelcoffman                   | Hauptgürtel              |
| (8462) Hazelsears                      | Hauptgürtel              |
| (27480) Heablonsky                     | Hauptgürtel              |
| (70718) HEAF                           | Hauptgürtel              |
| (66479) Healy                          | Hauptgürtel              |
| (3023) Heard                           | Hauptgürtel              |
| (5207) Hearnshaw                       | Hauptgürtel              |
| (14564) Heasley                        | Hauptgürtel              |
| (8110) Heath                           | Hauptgürtel              |
| (3922) Heather                         | Hauptgürtel              |
| (130090) Heatherbowles                 | Hauptgürtel              |
| (154554) Heatherelliott                | Hauptgürtel              |
| (18679) Heatherenae                    | Hauptgürtel              |
| (27495) Heatherfennell                 | Hauptgürtel              |
| (22599) Heatherhall                    | Hauptgürtel              |
| (22873) Heatherholt                    | Hauptgürtel              |
| (25765) Heatherlynne                   | Hauptgürtel              |
| (21856) Heathermaria                   | Hauptgürtel              |
| (133850) Heatherroper                  | Hauptgürtel              |
| (198110) Heathrhoades                  | Hauptgürtel              |
| (6) Hebe                               | Hauptgürtel              |
| (2505) Hebei                           | Hauptgürtel              |
| (271763) Hebrewu                       | Hauptgürtel              |
| (10484) Hecht                          | Hauptgürtel              |
| (1650) Heckmann                        | Hauptgürtel              |
| (19156) Heco                           | Hauptgürtel              |
| (108) Hecuba                           | Hauptgürtel              |
| (20282) Hedberg                        | Hauptgürtel              |
| (207) Hedda                            | Hauptgürtel              |
| (15050) Heddal                         | Hauptgürtel              |
| (1251) Hedera                          | Hauptgürtel              |
| (5837) Hedin                           | Hauptgürtel              |
| (476) Hedwig                           | Hauptgürtel              |
| (26842) Hefele                         | Hauptgürtel              |
| (19423) Hefter                         | Hauptgürtel              |
| (220229) Hegedüs                       | Hauptgürtel              |
| (14845) Hegel                          | Hauptgürtel              |
| (31380) Hegyesi                        | Hauptgürtel              |
| (200002) Hehe                          | Hauptgürtel              |
| (207661) Hehuanshan                    | Hauptgürtel              |
| (7023) Heiankyo                        | Hauptgürtel              |
| (325) Heidelberga                      | Hauptgürtel              |
| (218987) Heidenhain                    | Hauptgürtel              |
| (2521) Heidi                           | Hauptgürtel              |
| (10252) Heidigraf                      | Hauptgürtel              |
| (18152) Heidimanning                   | Hauptgürtel              |
| (392120) Heidiursula                   | Hauptgürtel              |
| (1732) Heike                           | Hauptgürtel              |
| (104020) Heilbronn                     | Hauptgürtel              |
| (2380) Heilongjiang                    | Hauptgürtel              |
| (3990) Heimdal                         | Hauptgürtel              |
| (10637) Heimlich                       | Hauptgürtel              |
| (17447) Heindl                         | Hauptgürtel              |
| (7109) Heine                           | Hauptgürtel              |
| (2016) Heinemann                       | Hauptgürtel              |
| (264045) Heinerklinkrad                | Hauptgürtel              |
| (6371) Heinlein                        | Hauptgürtel              |
| (12654) Heinofalcke                    | Hauptgürtel              |
| (2943) Heinrich                        | Hauptgürtel              |
| (322510) Heinrichgrüber                | Hauptgürtel              |
| (10509) Heinrichkayser                 | Hauptgürtel              |
| (249515) Heinrichsen                   | Hauptgürtel              |
| (4290) Heisei                          | Hauptgürtel              |
| (13149) Heisenberg                     | Hauptgürtel              |
| (5287) Heishu                          | Hauptgürtel              |
| (2379) Heiskanen                       | Hauptgürtel              |
| (22291) Heitifer                       | Hauptgürtel              |
| (4014) Heizman                         | Hauptgürtel              |
| (100) Hekate                           | Hauptgürtel              |
| (2245) Hekatostos                      | Hauptgürtel              |
| (80184) Hekigoto                       | Hauptgürtel              |
| (85095) Hekla                          | Hauptgürtel              |
| (624) Hektor                           | Jupiter-Trojaner         |
| (949) Hel                              | Hauptgürtel              |
| (699) Hela                             | Marsbahnkreuzer          |
| (16969) Helamuda                       | Hauptgürtel              |
| (101) Helena                           | Hauptgürtel              |
| (6333) Helenejacq                      | Hauptgürtel              |
| (32277) Helenliu                       | Hauptgürtel              |
| (33737) Helenlyons                     | Hauptgürtel              |
| (111696) Helenorman                    | Hauptgürtel              |
| (1872) Helenos                         | Jupiter-Trojaner         |
| (78432) Helensailer                    | Hauptgürtel              |
| (9038) Helensteel                      | Hauptgürtel              |
| (24422) Helentressa                    | Hauptgürtel              |
| (28137) Helenyao                       | Hauptgürtel              |
| (123818) Helenzier                     | Hauptgürtel              |
| (1845) Helewalda                       | Hauptgürtel              |
| (8067) Helfenstein                     | Hauptgürtel              |
| (2290) Helffrich                       | Hauptgürtel              |
| (522) Helga                            | Hauptgürtel              |
| (6305) Helgoland                       | Hauptgürtel              |
| (8980) Heliaca                         | Hauptgürtel              |
| (21392) Helibrochier                   | Hauptgürtel              |
| (30942) Helicaon                       | Jupiter-Trojaner         |
| (1075) Helina                          | Hauptgürtel              |
| (895) Helio                            | Hauptgürtel              |
| (967) Helionape                        | Hauptgürtel              |
| (1370) Hella                           | Hauptgürtel              |
| (10250) Hellahaasse                    | Hauptgürtel              |
| (26301) Hellawillis                    | Hauptgürtel              |
| (276975) Heller                        | Hauptgürtel              |
| (31502) Hellerstein                    | Hauptgürtel              |
| (1273) Helma                           | Hauptgürtel              |
| (11573) Helmholtz                      | Hauptgürtel              |
| (183635) Helmi                         | Hauptgürtel              |
| (29250) Helmutmoritz                   | Hauptgürtel              |
| (10549) Helsingborg                    | Hauptgürtel              |
| (1495) Helsinki                        | Hauptgürtel              |
| (113390) Helvetia                      | Hauptgürtel              |
| (6972) Helvetius                       | Hauptgürtel              |
| (801) Helwerthia                       | Hauptgürtel              |
| (26739) Hemaeberhart                   | Hauptgürtel              |
| (25022) Hemalibatra                    | Hauptgürtel              |
| (9671) Hemera                          | Marsbahnkreuzer          |
| (9615) Hemerijckx                      | Hauptgürtel              |
| (3656) Hemingway                       | Hauptgürtel              |
| (12354) Hemmerechts                    | Hauptgürtel              |
| (21449) Hemmick                        | Hauptgürtel              |
| (9820) Hempel                          | Hauptgürtel              |
| (10124) Hemse                          | Hauptgürtel              |
| (2085) Henan                           | Hauptgürtel              |
| (2005) Hencke                          | Hauptgürtel              |
| (33529) Henden                         | Hauptgürtel              |
| (121479) Hendershot                    | Hauptgürtel              |
| (3077) Henderson                       | Hauptgürtel              |
| (6066) Hendricks                       | Hauptgürtel              |
| (20317) Hendrickson                    | Hauptgürtel              |
| (4506) Hendrie                         | Hauptgürtel              |
| (7840) Hendrika                        | Hauptgürtel              |
| (10021) Henja                          | Hauptgürtel              |
| (12643) Henkolthof                     | Hauptgürtel              |
| (154378) Hennessy                      | Hauptgürtel              |
| (14164) Hennigar                       | Hauptgürtel              |
| (11012) Henning                        | Hauptgürtel              |
| (7005) Henninghaack                    | Hauptgürtel              |
| (20589) Hennyadmoni                    | Hauptgürtel              |
| (12635) Hennylamers                    | Hauptgürtel              |
| (6122) Henrard                         | Hauptgürtel              |
| (225) Henrietta                        | Hauptgürtel              |
| (26183) Henrigodard                    | Hauptgürtel              |
| (826) Henrika                          | Hauptgürtel              |
| (260886) Henritudor                    | Hauptgürtel              |
| (1516) Henry                           | Hauptgürtel              |
| (4384) Henrybuhl                       | Hauptgürtel              |
| (27365) Henryfitz                      | Hauptgürtel              |
| (18979) Henryfong                      | Hauptgürtel              |
| (254422) Henrykent                     | Hauptgürtel              |
| (29658) Henrylin                       | Hauptgürtel              |
| (19454) Henrymarr                      | Hauptgürtel              |
| (9016) Henrymoore                      | Hauptgürtel              |
| (27710) Henseling                      | Hauptgürtel              |
| (1365) Henyey                          | Hauptgürtel              |
| (6642) Henze                           | Hauptgürtel              |
| (72059) Heojun                         | Hauptgürtel              |
| (2212) Hephaistos                      | Apollo-Typ               |
| (14080) Heppenheim                     | Hauptgürtel              |
| (103) Hera                             | Hauptgürtel              |
| (5143) Heracles                        | Apollo-Typ               |
| (5204) Herakleitos                     | Hauptgürtel              |
| (3696) Herald                          | Hauptgürtel              |
| (880) Herba                            | Hauptgürtel              |
| (4481) Herbelin                        | Hauptgürtel              |
| (23774) Herbelliott                    | Hauptgürtel              |
| (1363) Herberta                        | Hauptgürtel              |
| (7378) Herbertpalme                    | Hauptgürtel              |
| (9931) Herbhauptman                    | Hauptgürtel              |
| (11754) Herbig                         | Hauptgürtel              |
| (26300) Herbweiss                      | Hauptgürtel              |
| (20156) Herbwindolf                    | Hauptgürtel              |
| (532) Herculina                        | Hauptgürtel              |
| (458) Hercynia                         | Hauptgürtel              |
| (8158) Herder                          | Hauptgürtel              |
| (6843) Heremon                         | Hauptgürtel              |
| (1885) Herero                          | Hauptgürtel              |
| (10669) Herfordia                      | Hauptgürtel              |
| (1652) Hergé                           | Hauptgürtel              |
| (3099) Hergenrother                    | Hauptgürtel              |
| (1751) Herget                          | Hauptgürtel              |
| (3234) Hergiani                        | Hauptgürtel              |
| (211473) Herin                         | Hauptgürtel              |
| (33704) Herinkang                      | Hauptgürtel              |
| (923) Herluga                          | Hauptgürtel              |
| (21544) Hermainkhan                    | Hauptgürtel              |
| (215089) Hermanfrid                    | Hauptgürtel              |
| (10239) Hermann                        | Hauptgürtel              |
| (8818) Hermannbondi                    | Hauptgürtel              |
| (23889) Hermanngrassmann               | Hauptgürtel              |
| (9762) Hermannhesse                    | Hauptgürtel              |
| (32267) Hermannweyl                    | Hauptgürtel              |
| (190504) Hermanottó                    | Hauptgürtel              |
| (260824) Hermanus                      | Hauptgürtel              |
| (346) Hermentaria                      | Hauptgürtel              |
| (69230) Hermes                         | Apollo-Typ               |
| (685) Hermia                           | Hauptgürtel              |
| (27984) Herminefranz                   | Hauptgürtel              |
| (121) Hermione                         | Hauptgürtel              |
| (4758) Hermitage                       | Hauptgürtel              |
| (24998) Hermite                        | Hauptgürtel              |
| (2630) Hermod                          | Hauptgürtel              |
| (19079) Hernández                      | Hauptgürtel              |
| (6686) Hernius                         | Hauptgürtel              |
| (546) Herodias                         | Hauptgürtel              |
| (3092) Herodotus                       | Hauptgürtel              |
| (3970) Herran                          | Hauptgürtel              |
| (12567) Herreweghe                     | Hauptgürtel              |
| (1579) Herrick                         | Hauptgürtel              |
| (4124) Herriot                         | Hauptgürtel              |
| (2000) Herschel                        | Hauptgürtel              |
| (6153) Hershey                         | Hauptgürtel              |
| (206) Hersilia                         | Hauptgürtel              |
| (31203) Hersman                        | Hauptgürtel              |
| (135) Hertha                           | Hauptgürtel              |
| (16761) Hertz                          | Hauptgürtel              |
| (1693) Hertzsprung                     | Hauptgürtel              |
| (3316) Herzberg                        | Hauptgürtel              |
| (3052) Herzen                          | Hauptgürtel              |
| (1952) Hesburgh                        | Hauptgürtel              |
| (8550) Hesiodos                        | Hauptgürtel              |
| (69) Hesperia                          | Hauptgürtel              |
| (2844) Hess                            | Hauptgürtel              |
| (5846) Hessen                          | Hauptgürtel              |
| (46) Hestia                            | Hauptgürtel              |
| (15971) Hestroffer                     | Hauptgürtel              |
| (6127) Hetherington                    | Hauptgürtel              |
| (82232) Heuberger                      | Hauptgürtel              |
| (4602) Heudier                         | Hauptgürtel              |
| (4133) Heureka                         | Hauptgürtel              |
| (21075) Heussinger                     | Hauptgürtel              |
| (5703) Hevelius                        | Hauptgürtel              |
| (79286) Hexiantu                       | Hauptgürtel              |
| (24168) Hexlein                        | Hauptgürtel              |
| (2473) Heyerdahl                       | Hauptgürtel              |
| (28295) Heyizheng                      | Hauptgürtel              |
| (5446) Heyler                          | Hauptgürtel              |
| (7738) Heyman                          | Hauptgürtel              |
| (3069) Heyrovský                       | Hauptgürtel              |
| (3746) Heyuan                          | Hauptgürtel              |
| (21118) Hezimmermann                   | Hauptgürtel              |
| (185577) Hhaihao                       | Hauptgürtel              |
| (8762) Hiaticula                       | Hauptgürtel              |
| (20467) Hibbitts                       | Hauptgürtel              |
| (2441) Hibbs                           | Hauptgürtel              |
| (11494) Hibiki                         | Hauptgürtel              |
| (11719) Hicklen                        | Hauptgürtel              |
| (2220) Hicks                           | Hauptgürtel              |
| (944) Hidalgo                          | Zentaur                  |
| (14901) Hidatakayama                   | Hauptgürtel              |
| (12176) Hidayat                        | Hauptgürtel              |
| (23173) Hideaki                        | Hauptgürtel              |
| (9081) Hideakianno                     | Hauptgürtel              |
| (15248) Hidekazu                       | Hauptgürtel              |
| (46727) Hidekimatsuyama                | Hauptgürtel              |
| (6345) Hideo                           | Hauptgürtel              |
| (6902) Hideoasada                      | Hauptgürtel              |
| (12047) Hideomitani                    | Hauptgürtel              |
| (4948) Hideonishimura                  | Hauptgürtel              |
| (90953) Hideosaitou                    | Hauptgürtel              |
| (12003) Hideosugai                     | Hauptgürtel              |
| (6459) Hidesan                         | Hauptgürtel              |
| (49699) Hidetakasato                   | Hauptgürtel              |
| (9964) Hideyonoguchi                   | Hauptgürtel              |
| (39726) Hideyukitezuka                 | Hauptgürtel              |
| (6731) Hiei                            | Hauptgürtel              |
| (8579) Hieizan                         | Hauptgürtel              |
| (7119) Hiera                           | Jupiter-Trojaner         |
| (24999) Hieronymus                     | Hauptgürtel              |
| (26811) Hiesinger                      | Hauptgürtel              |
| (14606) Hifleischer                    | Hauptgürtel              |
| (14316) Higashichichibu                | Hauptgürtel              |
| (29157) Higashinihon                   | Hauptgürtel              |
| (32229) Higashino                      | Hauptgürtel              |
| (6552) Higginson                       | Hauptgürtel              |
| (29470) Higgs                          | Hauptgürtel              |
| (3025) Higson                          | Hauptgürtel              |
| (97582) Hijikawa                       | Hauptgürtel              |
| (44475) Hikarumasai                    | Hauptgürtel              |
| (29404) Hikarusato                     | Hauptgürtel              |
| (58084) Hiketaon                       | Jupiter-Trojaner         |
| (6329) Hikonejyo                       | Hauptgürtel              |
| (13315) Hilana                         | Hauptgürtel              |
| (242529) Hilaomar                      | Hauptgürtel              |
| (996) Hilaritas                        | Hauptgürtel              |
| (12022) Hilbert                        | Hauptgürtel              |
| (153) Hilda                            | Hauptgürtel              |
| (149951) Hildakowalski                 | Hauptgürtel              |
| (684) Hildburg                         | Hauptgürtel              |
| (5661) Hildebrand                      | Hauptgürtel              |
| (898) Hildegard                        | Hauptgürtel              |
| (7311) Hildehan                        | Hauptgürtel              |
| (928) Hildrun                          | Hauptgürtel              |
| (236785) Hilendarski                   | Hauptgürtel              |
| (1642) Hill                            | Hauptgürtel              |
| (3130) Hillary                         | Hauptgürtel              |
| (19500) Hillaryfultz                   | Hauptgürtel              |
| (18803) Hillaryoas                     | Hauptgürtel              |
| (6395) Hilliard                        | Hauptgürtel              |
| (342431) Hilo                          | Hauptgürtel              |
| (4924) Hiltner                         | Hauptgürtel              |
| (17657) Himawari                       | Hauptgürtel              |
| (29199) Himeji                         | Hauptgürtel              |
| (11933) Himuka                         | Hauptgürtel              |
| (25608) Hincapie                       | Hauptgürtel              |
| (1897) Hind                            | Hauptgürtel              |
| (5157) Hindemith                       | Hauptgürtel              |
| (3404) Hinderer                        | Hauptgürtel              |
| (48447) Hingley                        | Hauptgürtel              |
| (18948) Hinkle                         | Hauptgürtel              |
| (5072) Hioki                           | Hauptgürtel              |
| (21521) Hippalgaonkar                  | Hauptgürtel              |
| (4000) Hipparchus                      | Hauptgürtel              |
| (17492) Hippasos                       | Jupiter-Trojaner         |
| (426) Hippo                            | Hauptgürtel              |
| (9054) Hippocastanum                   | Hauptgürtel              |
| (5085) Hippocrene                      | Hauptgürtel              |
| (692) Hippodamia                       | Hauptgürtel              |
| (30698) Hippokoon                      | Jupiter-Trojaner         |
| (14367) Hippokrates                    | Hauptgürtel              |
| (129137) Hippolochos                   | Jupiter-Trojaner         |
| (10295) Hippolyta                      | Marsbahnkreuzer          |
| (134419) Hippothous                    | Jupiter-Trojaner         |
| (24128) Hipsman                        | Hauptgürtel              |
| (6390) Hirabayashi                     | Hauptgürtel              |
| (22277) Hirado                         | Hauptgürtel              |
| (8144) Hiragagennai                    | Hauptgürtel              |
| (10609) Hirai                          | Hauptgürtel              |
| (9333) Hiraimasa                       | Hauptgürtel              |
| (29249) Hiraizumi                      | Hauptgürtel              |
| (43908) Hiraku                         | Hauptgürtel              |
| (10029) Hiramperkins                   | Hauptgürtel              |
| (11072) Hiraoka                        | Hauptgürtel              |
| (4799) Hirasawa                        | Hauptgürtel              |
| (1999) Hirayama                        | Hauptgürtel              |
| (6975) Hiroaki                         | Hauptgürtel              |
| (8410) Hiroakiohno                     | Hauptgürtel              |
| (110743) Hirobumi                      | Hauptgürtel              |
| (55875) Hirohatagaoka                  | Hauptgürtel              |
| (7264) Hirohatanaka                    | Hauptgürtel              |
| (9323) Hirohisasato                    | Hauptgürtel              |
| (8931) Hirokimatsuo                    | Hauptgürtel              |
| (6225) Hiroko                          | Hauptgürtel              |
| (29394) Hirokohamanowa                 | Hauptgürtel              |
| (9986) Hirokun                         | Hauptgürtel              |
| (4905) Hiromi                          | Hauptgürtel              |
| (6709) Hiromiyuki                      | Hauptgürtel              |
| (6978) Hironaka                        | Hauptgürtel              |
| (9437) Hironari                        | Hauptgürtel              |
| (2356) Hirons                          | Hauptgürtel              |
| (189261) Hiroo                         | Hauptgürtel              |
| (1612) Hirose                          | Hauptgürtel              |
| (10064) Hirosetamotsu                  | Hauptgürtel              |
| (10009) Hirosetanso                    | Hauptgürtel              |
| (4677) Hiroshi                         | Hauptgürtel              |
| (15840) Hiroshiendou                   | Hauptgürtel              |
| (30879) Hiroshikanai                   | Hauptgürtel              |
| (2247) Hiroshima                       | Hauptgürtel              |
| (54237) Hiroshimanabe                  | Hauptgürtel              |
| (9424) Hiroshinishiyama                | Hauptgürtel              |
| (124844) Hirotamasao                   | Hauptgürtel              |
| (14214) Hirsch                         | Hauptgürtel              |
| (3172) Hirst                           | Hauptgürtel              |
| (706) Hirundo                          | Hauptgürtel              |
| (7493) Hirzo                           | Hauptgürtel              |
| (28173) Hisakichi                      | Hauptgürtel              |
| (6094) Hisako                          | Hauptgürtel              |
| (15238) Hisaohori                      | Hauptgürtel              |
| (10224) Hisashi                        | Hauptgürtel              |
| (5354) Hisayo                          | Hauptgürtel              |
| (17520) Hisayukiyoshio                 | Hauptgürtel              |
| (804) Hispania                         | Hauptgürtel              |
| (2746) Hissao                          | Hauptgürtel              |
| (14491) Hitachiomiya                   | Hauptgürtel              |
| (73857) Hitaneichi                     | Hauptgürtel              |
| (7032) Hitchcock                       | Hauptgürtel              |
| (57901) Hitchens                       | Hauptgürtel              |
| (9386) Hitomi                          | Hauptgürtel              |
| (9411) Hitomiyamoto                    | Hauptgürtel              |
| (11317) Hitoshi                        | Hauptgürtel              |
| (7235) Hitsuzan                        | Hauptgürtel              |
| (10782) Hittmair                       | Hauptgürtel              |
| (6883) Hiuchigatake                    | Hauptgürtel              |
| (13978) Hiwasa                         | Hauptgürtel              |
| (10601) Hiwatashi                      | Hauptgürtel              |
| (8868) Hjorter                         | Hauptgürtel              |
| (6119) Hjorth                          | Hauptgürtel              |
| (73704) Hladiuk                        | Hauptgürtel              |
| (10763) Hlawka                         | Hauptgürtel              |
| (15960) Hluboká                        | Hauptgürtel              |
| (27595) Hnath                          | Hauptgürtel              |
| (3225) Hoag                            | Hauptgürtel              |
| (4225) Hobart                          | Hauptgürtel              |
| (7012) Hobbes                          | Hauptgürtel              |
| (97472) Hobby                          | Hauptgürtel              |
| (4774) Hobetsu                         | Hauptgürtel              |
| (18777) Hobson                         | Hauptgürtel              |
| (10104) Hoburgsgubben                  | Hauptgürtel              |
| (16544) Hochlehnert                    | Hauptgürtel              |
| (14203) Hocking                        | Hauptgürtel              |
| (4669) Høder                           | Hauptgürtel              |
| (14466) Hodge                          | Hauptgürtel              |
| (5422) Hodgkin                         | Hauptgürtel              |
| (2888) Hodgson                         | Hauptgürtel              |
| (21047) Hodierna                       | Hauptgürtel              |
| (22222) Hodios                         | Jupiter-Trojaner         |
| (17486) Hodler                         | Hauptgürtel              |
| (120153) Hoekenga                      | Hauptgürtel              |
| (8111) Hoepli                          | Hauptgürtel              |
| (1662) Hoffmann                        | Hauptgürtel              |
| (1726) Hoffmeister                     | Hauptgürtel              |
| (180857) Hofigéza                      | Hauptgürtel              |
| (8057) Hofmannsthal                    | Hauptgürtel              |
| (25109) Hofving                        | Hauptgürtel              |
| (185744) Hogan                         | Hauptgürtel              |
| (12613) Hogarth                        | Hauptgürtel              |
| (156542) Hogg                          | Hauptgürtel              |
| (10243) Hohe Meissner                  | Hauptgürtel              |
| (788) Hohensteina                      | Hauptgürtel              |
| (85215) Hohenzollern                   | Hauptgürtel              |
| (14872) Hoher List                     | Hauptgürtel              |
| (72060) Hohhot                         | Hauptgürtel              |
| (9661) Hohmann                         | Hauptgürtel              |
| (273836) Hoijyusek                     | Hauptgürtel              |
| (13473) Hokema                         | Hauptgürtel              |
| (3720) Hokkaido                        | Hauptgürtel              |
| (64296) Hokoon                         | Hauptgürtel              |
| (14566) Hokule’a                       | Hauptgürtel              |
| (12614) Hokusai                        | Hauptgürtel              |
| (9191) Hokuto                          | Hauptgürtel              |
| (5374) Hokutosei                       | Hauptgürtel              |
| (6064) Holašovice                      | Hauptgürtel              |
| (6956) Holbach                         | Hauptgürtel              |
| (3033) Holbaek                         | Hauptgürtel              |
| (8122) Holbein                         | Hauptgürtel              |
| (45512) Holcomb                        | Hauptgürtel              |
| (872) Holda                            | Hauptgürtel              |
| (2974) Holden                          | Hauptgürtel              |
| (9189) Hölderlin                       | Hauptgürtel              |
| (14835) Holdridge                      | Hauptgürtel              |
| (4431) Holeungholee                    | Hauptgürtel              |
| (9266) Holger                          | Hauptgürtel              |
| (60006) Holgermandel                   | Hauptgürtel              |
| (38238) Holíč                          | Hauptgürtel              |
| (365443) Holiday                       | Hauptgürtel              |
| (1132) Hollandia                       | Hauptgürtel              |
| (46280) Hollar                         | Hauptgürtel              |
| (31557) Holleybakich                   | Hauptgürtel              |
| (18193) Hollilydrury                   | Hauptgürtel              |
| (6711) Holliman                        | Hauptgürtel              |
| (4084) Hollis                          | Hauptgürtel              |
| (9144) Hollisjohnson                   | Hauptgürtel              |
| (12113) Hollows                        | Hauptgürtel              |
| (19955) Hollý                          | Hauptgürtel              |
| (28953) Hollyerickson                  | Hauptgürtel              |
| (30174) Hollyjackson                   | Hauptgürtel              |
| (3666) Holman                          | Hauptgürtel              |
| (3573) Holmberg                        | Hauptgürtel              |
| (5477) Holmes                          | Hauptgürtel              |
| (3764) Holmesacourt                    | Hauptgürtel              |
| (10105) Holmhällar                     | Hauptgürtel              |
| (378) Holmia                           | Hauptgürtel              |
| (20360) Holsapple                      | Hauptgürtel              |
| (3590) Holst                           | Hauptgürtel              |
| (6402) Holstein                        | Hauptgürtel              |
| (4435) Holt                            | Marsbahnkreuzer          |
| (4277) Holubov                         | Hauptgürtel              |
| (51261) Holuša                         | Hauptgürtel              |
| (13421) Holvorcem                      | Hauptgürtel              |
| (5700) Homerus                         | Hauptgürtel              |
| (22952) Hommasachi                     | Hauptgürtel              |
| (25074) Honami                         | Hauptgürtel              |
| (3904) Honda                           | Hauptgürtel              |
| (457248) Hondius                       | Hauptgürtel              |
| (11055) Honduras                       | Hauptgürtel              |
| (27846) Honegger                       | Hauptgürtel              |
| (5536) Honeycutt                       | Hauptgürtel              |
| (15627) Hong                           | Hauptgürtel              |
| (94400) Hongdaeyong                    | Hauptgürtel              |
| (3297) Hong Kong                       | Hauptgürtel              |
| (51983) Hönig                          | Hauptgürtel              |
| (1699) Honkasalo                       | Hauptgürtel              |
| (33761) Honoranavid                    | Hauptgürtel              |
| (236) Honoria                          | Hauptgürtel              |
| (233893) Honthyhanna                   | Hauptgürtel              |
| (29484) Honzaveselý                    | Hauptgürtel              |
| (6072) Hooghoudt                       | Hauptgürtel              |
| (3514) Hooke                           | Hauptgürtel              |
| (932) Hooveria                         | Hauptgürtel              |
| (17020) Hopemeraengus                  | Hauptgürtel              |
| (25142) Hopf                           | Hauptgürtel              |
| (2938) Hopi                            | Hauptgürtel              |
| (17954) Hopkins                        | Hauptgürtel              |
| (1985) Hopmann                         | Hauptgürtel              |
| (3499) Hoppe                           | Hauptgürtel              |
| (5773) Hopper                          | Hauptgürtel              |
| (5423) Horahořejš                      | Hauptgürtel              |
| (44530) Horáková                       | Hauptgürtel              |
| (6822) Horálek                         | Hauptgürtel              |
| (164701) Horanyi                       | Hauptgürtel              |
| (4294) Horatius                        | Hauptgürtel              |
| (17941) Horbatt                        | Hauptgürtel              |
| (2435) Horemheb                        | Hauptgürtel              |
| (23718) Horgos                         | Hauptgürtel              |
| (8500) Hori                            | Hauptgürtel              |
| (7844) Horikawa                        | Hauptgürtel              |
| (10885) Horimasato                     | Hauptgürtel              |
| (11409) Horkheimer                     | Hauptgürtel              |
| (3137) Horky                           | Hauptgürtel              |
| (805) Hormuthia                        | Hauptgürtel              |
| (3744) Horn-d’Arturo                   | Hauptgürtel              |
| (11132) Horne                          | Hauptgürtel              |
| (22414) Hornschemeier                  | Hauptgürtel              |
| (6712) Hornstein                       | Hauptgürtel              |
| (11720) Horodyskyj                     | Hauptgürtel              |
| (8374) Horohata                        | Hauptgürtel              |
| (6176) Horrigan                        | Hauptgürtel              |
| (3078) Horrocks                        | Hauptgürtel              |
| (10544) Hörsnebara                     | Hauptgürtel              |
| (2913) Horta                           | Hauptgürtel              |
| (13116) Hortensia                      | Hauptgürtel              |
| (84996) Hortobágy                      | Hauptgürtel              |
| (21527) Horton                         | Hauptgürtel              |
| (8966) Hortulana                       | Hauptgürtel              |
| (4323) Hortulus                        | Hauptgürtel              |
| (1924) Horus                           | Hauptgürtel              |
| (14447) Hosakakanai                    | Hauptgürtel              |
| (6300) Hosamu                          | Hauptgürtel              |
| (14926) Hoshide                        | Hauptgürtel              |
| (6088) Hoshigakubo                     | Hauptgürtel              |
| (7429) Hoshikawa                       | Hauptgürtel              |
| (3828) Hoshino                         | Hauptgürtel              |
| (4971) Hoshinohiroba                   | Hauptgürtel              |
| (2909) Hoshi-no-ie                     | Hauptgürtel              |
| (3814) Hoshi-no-mura                   | Hauptgürtel              |
| (6989) Hoshinosato                     | Hauptgürtel              |
| (17567) Hoshinoyakata                  | Hauptgürtel              |
| (7693) Hoshitakuhai                    | Hauptgürtel              |
| (16624) Hoshizawa                      | Hauptgürtel              |
| (12223) Hoskin                         | Hauptgürtel              |
| (8218) Hosty                           | Hauptgürtel              |
| (11138) Hotakadake                     | Hauptgürtel              |
| (3705) Hotellasilla                    | Hauptgürtel              |
| (361450) Houellebecq                   | Hauptgürtel              |
| (10612) Houffalize                     | Hauptgürtel              |
| (48047) Houghten                       | Hauptgürtel              |
| (17673) Houkidaisen                    | Hauptgürtel              |
| (8407) Houlahan                        | Hauptgürtel              |
| (309295) Hourenzhi                     | Hauptgürtel              |
| (4950) House                           | Hauptgürtel              |
| (16259) Housinger                      | Hauptgürtel              |
| (2550) Houssay                         | Hauptgürtel              |
| (3031) Houston                         | Hauptgürtel              |
| (9690) Houtgast                        | Hauptgürtel              |
| (10650) Houtman                        | Hauptgürtel              |
| (236845) Houxianglin                   | Hauptgürtel              |
| (2534) Houzeau                         | Hauptgürtel              |
| (24945) Houziaux                       | Hauptgürtel              |
| (9069) Hovland                         | Hauptgürtel              |
| (12561) Howard                         | Hauptgürtel              |
| (28210) Howardfeng                     | Hauptgürtel              |
| (15396) Howardmoore                    | Hauptgürtel              |
| (15091) Howell                         | Hauptgürtel              |
| (5045) Hoyin                           | Hauptgürtel              |
| (8077) Hoyle                           | Hauptgürtel              |
| (96254) Hoyo                           | Hauptgürtel              |
| (3888) Hoyt                            | Hauptgürtel              |
| (4112) Hrabal                          | Hauptgürtel              |
| (74024) Hrabe                          | Hauptgürtel              |
| (13804) Hrazany                        | Hauptgürtel              |
| (225238) Hristobotev                   | Hauptgürtel              |
| (25688) Hritzo                         | Hauptgürtel              |
| (24862) Hromec                         | Hauptgürtel              |
| (5946) Hrozný                          | Hauptgürtel              |
| (12006) Hruschka                       | Hauptgürtel              |
| (18841) Hruška                         | Hauptgürtel              |
| (31374) Hruskova                       | Hauptgürtel              |
| (349785) Hsiaotejen                    | Hauptgürtel              |
| (17857) Hsieh                          | Hauptgürtel              |
| (212631) Hsinchu                       | Hauptgürtel              |
| (21633) Hsingpenyuan                   | Hauptgürtel              |
| (37163) Huachucaclub                   | Hauptgürtel              |
| (246504) Hualien                       | Hauptgürtel              |
| (23098) Huanghuang                     | Hauptgürtel              |
| (215023) Huangjiqing                   | Hauptgürtel              |
| (48636) Huangkun                       | Hauptgürtel              |
| (49466) Huanglin                       | Hauptgürtel              |
| (3502) Huangpu                         | Hauptgürtel              |
| (120569) Huangrunqian                  | Hauptgürtel              |
| (79316) Huangshan                      | Hauptgürtel              |
| (3014) Huangsushu                      | Hauptgürtel              |
| (21634) Huangweikang                   | Hauptgürtel              |
| (31360) Huangyihsuan                   | Hauptgürtel              |
| (4331) Hubbard                         | Hauptgürtel              |
| (2069) Hubble                          | Hauptgürtel              |
| (65657) Hube                           | Hauptgürtel              |
| (2547) Hubei                           | Hauptgürtel              |
| (6126) Hubelmatt                       | Hauptgürtel              |
| (260) Huberta                          | Hauptgürtel              |
| (49384) Hubertnaudot                   | Hauptgürtel              |
| (9631) Hubertreeves                    | Hauptgürtel              |
| (12641) Hubertushenrichs               | Hauptgürtel              |
| (301511) Hubinon                       | Hauptgürtel              |
| (8847) Huch                            | Hauptgürtel              |
| (4656) Huchra                          | Hauptgürtel              |
| (21258) Huckins                        | Hauptgürtel              |
| (15399) Hudec                          | Hauptgürtel              |
| (5723) Hudson                          | Hauptgürtel              |
| (7921) Huebner                         | Hauptgürtel              |
| (379) Huenna                           | Hauptgürtel              |
| (21636) Huertas                        | Hauptgürtel              |
| (10839) Hufeland                       | Hauptgürtel              |
| (2635) Huggins                         | Hauptgürtel              |
| (71000) Hughdowns                      | Hauptgürtel              |
| (1878) Hughes                          | Hauptgürtel              |
| (20789) Hughgrant                      | Hauptgürtel              |
| (154005) Hughharris                    | Hauptgürtel              |
| (14146) Hughmaclean                    | Hauptgürtel              |
| (8899) Hughmiller                      | Hauptgürtel              |
| (32079) Hughsavoldelli                 | Hauptgürtel              |
| (2106) Hugo                            | Hauptgürtel              |
| (12381) Hugoclaus                      | Hauptgürtel              |
| (287693) Hugonnaivilma                 | Hauptgürtel              |
| (215809) Hugoschwarz                   | Hauptgürtel              |
| (5177) Hugowolf                        | Hauptgürtel              |
| (33573) Hugrace                        | Hauptgürtel              |
| (34778) Huhunglick                     | Hauptgürtel              |
| (9488) Huia                            | Hauptgürtel              |
| (5390) Huichiming                      | Hauptgürtel              |
| (23669) Huihuifan                      | Hauptgürtel              |
| (88297) Huikilolani                    | Hauptgürtel              |
| (17022) Huisjen                        | Hauptgürtel              |
| (169834) Hujie                         | Hauptgürtel              |
| (236683) Hujingyao                     | Hauptgürtel              |
| (30844) Hukeller                       | Hauptgürtel              |
| (37279) Hukvaldy                       | Hauptgürtel              |
| (34738) Hulbert                        | Hauptgürtel              |
| (4285) Hulkower                        | Hauptgürtel              |
| (3988) Huma                            | Amor-Typ                 |
| (2070) Humason                         | Hauptgürtel              |
| (4877) Humboldt                        | Hauptgürtel              |
| (7009) Hume                            | Hauptgürtel              |
| (12050) Humecronyn                     | Hauptgürtel              |
| (22415) Humeivey                       | Hauptgürtel              |
| (7705) Humeln                          | Hauptgürtel              |
| (196476) Humfernandez                  | Hauptgürtel              |
| (16398) Hummel                         | Hauptgürtel              |
| (9913) Humperdinck                     | Hauptgürtel              |
| (10172) Humphreys                      | Hauptgürtel              |
| (17627) Humptydumpty                   | Hauptgürtel              |
| (28536) Hunaiwen                       | Hauptgürtel              |
| (2592) Hunan                           | Hauptgürtel              |
| (6231) Hundertwasser                   | Hauptgürtel              |
| (6834) Hunfeld                         | Hauptgürtel              |
| (434) Hungaria                         | Hauptgürtel              |
| (19788) Hunker                         | Hauptgürtel              |
| (1452) Hunnia                          | Hauptgürtel              |
| (10254) Hunsrück                       | Hauptgürtel              |
| (171429) Hunstead                      | Hauptgürtel              |
| (23041) Hunt                           | Hauptgürtel              |
| (9122) Hunten                          | Hauptgürtel              |
| (7225) Huntress                        | Hauptgürtel              |
| (129060) Huntskretsch                  | Hauptgürtel              |
| (3730) Hurban                          | Hauptgürtel              |
| (3434) Hurless                         | Hauptgürtel              |
| (16929) Hurník                         | Hauptgürtel              |
| (3939) Huruhata                        | Hauptgürtel              |
| (3425) Hurukawa                        | Hauptgürtel              |
| (29472) Hurvínek                       | Hauptgürtel              |
| (25237) Hurwitz                        | Hauptgürtel              |
| (1840) Hus                             | Hauptgürtel              |
| (7528) Huskvarna                       | Hauptgürtel              |
| (315012) Hutchings                     | Hauptgürtel              |
| (5308) Hutchison                       | Hauptgürtel              |
| (3203) Huth                            | Hauptgürtel              |
| (117572) Hutsebaut                     | Hauptgürtel              |
| (6130) Hutton                          | Marsbahnkreuzer          |
| (38628) Huya                           | Transneptunisches Objekt |
| (2801) Huygens                         | Hauptgürtel              |
| (22530) Huynh-Le                       | Hauptgürtel              |
| (4143) Huziak                          | Hauptgürtel              |
| (12124) Hvar                           | Hauptgürtel              |
| (1678) Hveen                           | Hauptgürtel              |
| (3980) Hviezdoslav                     | Hauptgürtel              |
| (8516) Hyakkai                         | Hauptgürtel              |
| (15740) Hyakumangoku                   | Hauptgürtel              |
| (100433) Hyakusyuko                    | Hauptgürtel              |
| (7291) Hyakutake                       | Hauptgürtel              |
| (221628) Hyatt                         | Hauptgürtel              |
| (430) Hybris                           | Hauptgürtel              |
| (22857) Hyde                           | Hauptgürtel              |
| (14605) Hyeyeonchoi                    | Hauptgürtel              |
| (10) Hygiea                            | Hauptgürtel              |
| (12155) Hyginus                        | Hauptgürtel              |
| (27433) Hylak                          | Hauptgürtel              |
| (10370) Hylonome                       | Zentaur                  |
| (1842) Hynek                           | Hauptgürtel              |
| (6879) Hyogo                           | Hauptgürtel              |
| (8552) Hyoichi                         | Hauptgürtel              |
| (23733) Hyojiyun                       | Hauptgürtel              |
| (238) Hypatia                          | Hauptgürtel              |
| (1309) Hyperborea                      | Hauptgürtel              |
| (18228) Hyperenor                      | Jupiter-Trojaner         |
| (14827) Hypnos                         | Apollo-Typ               |
| (587) Hypsipyle                        | Hauptgürtel              |
| (6210) Hyunseop                        | Hauptgürtel              |